# Wellington Rugby Football Union
Maillots
Actualités
Dernière mise à jour : 7 août 2025.
La Wellington Rugby Football Union est la fédération de rugby à XV pour Wellington, la capitale de néo-zélandaise. Son équipe fanion, les Wellington Lions, participe au Championnat des provinces néo-zélandaises (National Provincial Championship ou NPC). Elle joue au Sky Stadium.
Les joueurs de Wellington forment l'ossature des Hurricanes qui dispute le Super Rugby. Elle a fourni de nombreux joueurs à l'équipe de Nouvelle-Zélande, notamment Christian Cullen, Jerry Collins, Tana Umaga et Julian Savea.

## Histoire
Wellington remporte son sixième National Provincial Championship en 2024 après avoir battu Bay of Plenty 23 à 20 en finale au Sky Stadium.

## Palmarès
- Championnat des provinces néo-zélandaises (6) : 1978, 1981, 1986, 2000, 2022 et 2024.
- Ranfurly Shield : 46 défenses victorieuses.

## Effectif 2025
| Piliers - Siale Lauaki (en) - Xavier Numia (en) - Salesa Seumanufagai - PJ Sheck (en) - Vili Tauofaga - Jacob Wetere - Kenshi Yamamoto Talonneurs - Asafo Aumua - James O'Reilly (en) - Penieli Poasa - Leon Tuiloma Deuxièmes lignes - Caleb Delany (en) - Akira Ieremia - Harry Irving - Hugo Plummer (en) | Troisièmes lignes - Sione Halalilo - Du'Plessis Kirifi - Peter Lakai (en) - Matolu Petaia - Dominic Ropeti - Ardie Savea - Brad Shields - Conner Tuifao Demis de mêlée - Esi Komaisavai - Mitch McLeod - Nui Muriwai - Kyle Preston (en) Demis d'ouverture - Jackson Garden-Bachop (en) - Callum Harkin (en) | Centres - Riley Higgins (en) - Billy Proctor - Matt Proctor - Julian Savea Ailiers - Losi Filipo (en) - Tom Maiava (en) - Stanley Solomon - Hibiki Yamada Arrières - Tjay Clarke (en) - Ruben Love |

## Joueurs emblématiques
| - Inoke Afeaki - Jerry Collins - Christian Cullen - Lome Fa'atau - Ross Filipo - Roy Kinikinilau - Du'Plessis Kirifi - Kas Lealamanu'a - Jonah Lomu - Ma'a Nonu | - TJ Perenara - Ardie Savea - Julian Savea - Elvis Seveali'i - Semo Sititi - Conrad Smith - Rodney So'oialo - Neemia Tialata - Tana Umaga - Piri Weepu |